# 林素琴
林素琴（1923年11月2日—2015年），原名林素珍，日文名林こずゑ，筆名李翠竹，是一位臺灣的哲學家。她專攻法國哲學及大陸理性論，並曾在1953年以Charles Adams與Paul Tannery所編之法文版笛卡兒全集為基礎，於《臺大文史哲學報大文史哲學報》發表〈笛卡特的哲學方法〉一文。她是臺北帝國大學唯一的臺籍哲學學士，也是首位受聘於國立臺灣大學哲學系的臺籍學者，以及唯一一位在日本時期完成哲學訓練的臺籍女性。

## 生平簡介
她的父親是林呈祿；她有一兄長林益謙、三姐及一妹林少薰。她幼時曾居住於臺北州臺北市御成町4之2（現址臺北市中山北路二段二十巷）。
1937年畢業於建成尋常小學校後，她旋即考取臺北第一高等女學校。
1941年，她前往東京女子大學高等學部就讀。後來，在1943年，因太平洋戰爭情勢加劇，她返臺並就讀於臺北帝國大學文政學部哲學科，成為當時唯一的臺籍哲學科本科生；1945年8月，她取得哲學科學士學位。戰後，她因在學術領域慣於使用日文思考及書寫而遭受發展上的阻礙。
1946年5月，她開始擔任國立臺灣大學哲學系外國哲學研究室助教（其職務似行政助理），後於1955年7月31日離職。此間，她曾於1953年發表一篇哲學論文〈笛卡特的哲學方法〉於《臺大文史哲學報大文史哲學報》。
1955年6月，她與小兒科醫師李廷堅結婚。
1956年6月，她隨夫婿前往美國北卡羅來納州進修，並繼續攻讀社會學碩士，其碩士論文題目為《日本に於ける婦人の地位》（《關於日本人的婦女的地位》）；後來，因長子出生，她中止了攻讀博士的計劃。此後，她還生有一個女兒。
1960年代返臺後，她長年投入於家庭之中。
1984年8月12日，她的夫婿因病逝世。
1990年，她以筆名李翠竹用日文發表半自傳《素蘭の迷路カら》（《從素蘭的迷路開始》）。
2015年，她逝世於臺北。

## 理論與主張
受到相當完整的菁英學科訓練，堪稱為臺灣第一位女性哲學家，卻因歷史及社會現實框限其發展。唯一出版的〈笛卡特哲學的方法〉是 Charles Adams 與  Paul Tannery 所編之法文版笛卡兒全集為基礎，班略其日語文法的影響之結構（如述語在後），清晰涵蓋了笛卡兒思想體系：自我實在（我思故我在）的方法論、從有限之人其觀念來證明其存在的神學論證、及就形上學基礎以論機械論假定運動相對性之物理學 。

## 著作列表
本列表列出著作：
- 1946〈其の社會的理想實現へのー契機として孟子に於ける民主思想〉（將孟子的民主思想作為實現社會理想的一個契機），《新新》，號2，頁14-15。[3][來源請求]
- 1953〈笛卡特哲學的方法〉，《台大文史哲學報大文史哲學報》，卷5，頁371-383。
- 1990《素蘭の迷路カら》（從素蘭的迷路開始）。東京：環の会。

## 延伸閱讀
- 中央研究院「日治臺灣哲學與實存運動」研究計畫，《日治時期臺灣哲學文獻清單列表 （页面存档备份，存于）》。
- 洪子偉，2016，〈日治時期臺灣哲學系譜與分期〉，洪子偉（編），《存在交涉：日治時期的臺灣哲學》，頁15-42。臺北：聯經。
- 吳秀瑾、陸品妃，2019，〈台北帝大唯一台籍哲學學士林素琴〉，洪子偉、鄧敦民（編），《啟蒙與反叛─臺灣哲學的百年浪潮》。臺北：國立臺灣大學出版中心。